# Křišťanov
Křišťanov (deutsch Christianberg) ist eine Gemeinde in Tschechien. Sie liegt zwölf Kilometer südlich von Prachatice und gehört zum Okres Prachatice.

## Geographie
Křišťanov befindet sich im Böhmerwald am Nordrand des Truppenübungsplatzes Boletice am Fuße des Farský vrch (950 m) über der Talmulde des Luční potok. Im Südosten erhebt sich im Militärgebiet der Chlum (1191 m).
Nachbarorte sind Koryto im Norden, Ovesné und Miletínky im Nordosten, Markov im Osten, Arnoštov im Südwesten, Spálenec und Dolní Sněžná im Westen sowie Svatá Magdaléna und Zbytiny im Nordwesten. Südlich befinden sich auf dem Truppenübungsplatz die Ruinen des Ortes Vlčí Jámy (Wolfsgrub).

### Gemeindegliederung
Die Gemeinde Křišťanov besteht aus den Ortsteilen Arnoštov (Ernstbrunn), Křišťanov (Christianberg) und Markov (Markus). Im Gebiet der Gemeinde liegen die aufgelassenen Ansiedlungen Adam, Nový Křišťanov (Neuchristianberg), Seníky (Schoberstätten) und Vyšný (Miesau).

### Nachbargemeinden
| Zbytiny |                                             | Chroboly |
|         | Kompassrose, die auf Nachbargemeinden zeigt | Ktiš     |
|         | Boletice                                    |          |

## Geschichte
Seit dem Jahre 1265 bestand am Luční potok die Ansiedlung Polučí. Bis zum 14. Jahrhundert entstanden mit Vyšný, Markov und Chlumské domky weitere Ortschaften. Später verödete die Gegend durch die Pest. 1602 nahm in Vyšný eine Glashütte den Betrieb auf, sie produzierte bis 1793. Weitere Glashütten wurden in Schoberstätten und Hüttstatt betrieben. Durch den Dreißigjährigen Krieg wurde die Gegend entvölkert.
1694 gründete der Besitzer der Herrschaft Krummau, Johann Christian von Eggenberg das Dorf Christianberg. Es bestand aus 42 Häusern und seine Bewohner waren Siedler aus der Steiermark, Tirol und Bayern.
Als 1717 die Eggenberger im Mannesstamme ausstarben, fiel Christianberg an die Schwarzenberger. Im 18. Jahrhundert entstanden in der Umgebung die Holzfällersiedlungen Wolfsgrub, Käferhäuser, Hüttstatt und Neu Christianberg.
1807 wurde an der Einmündung des Pucheřský potok in die Blanice eine Glashütte gegründet. Die um die Hütte angelegte Glasarbeitersiedlung wurde nach dem Verwalter der Schwarzenbergischen Güter in Krummau, Ernst Meuer, Ernstbrunn benannt. 1919 nahm im Tal der Blanice eine schmalspurige Waldeisenbahn den Betrieb auf, die zum Abtransport des Kalamitätsholzes aus den Wäldern des Böhmerwaldes diente und bei Brenntenberg als Anschlussbahn zur Strecke Prachatitz–Wallern führte. 1932 hatte Christianberg 1464 Einwohner.
Die Glashütte in Arnoštov wurde 1945 stillgelegt. Nach der Vertreibung der deutschen Einwohner im Jahre 1946 erloschen die meisten der Ansiedlungen um Křišťanov. In den verbliebenen Dörfern wurden neue Bewohner aus Böhmen, Mähren, der Slowakei und Rumänien angesiedelt, die teilweise wieder wegzogen. 1950 entstand südlich von Křišťanov der Truppenübungsplatz Boletice.

## Sehenswürdigkeiten

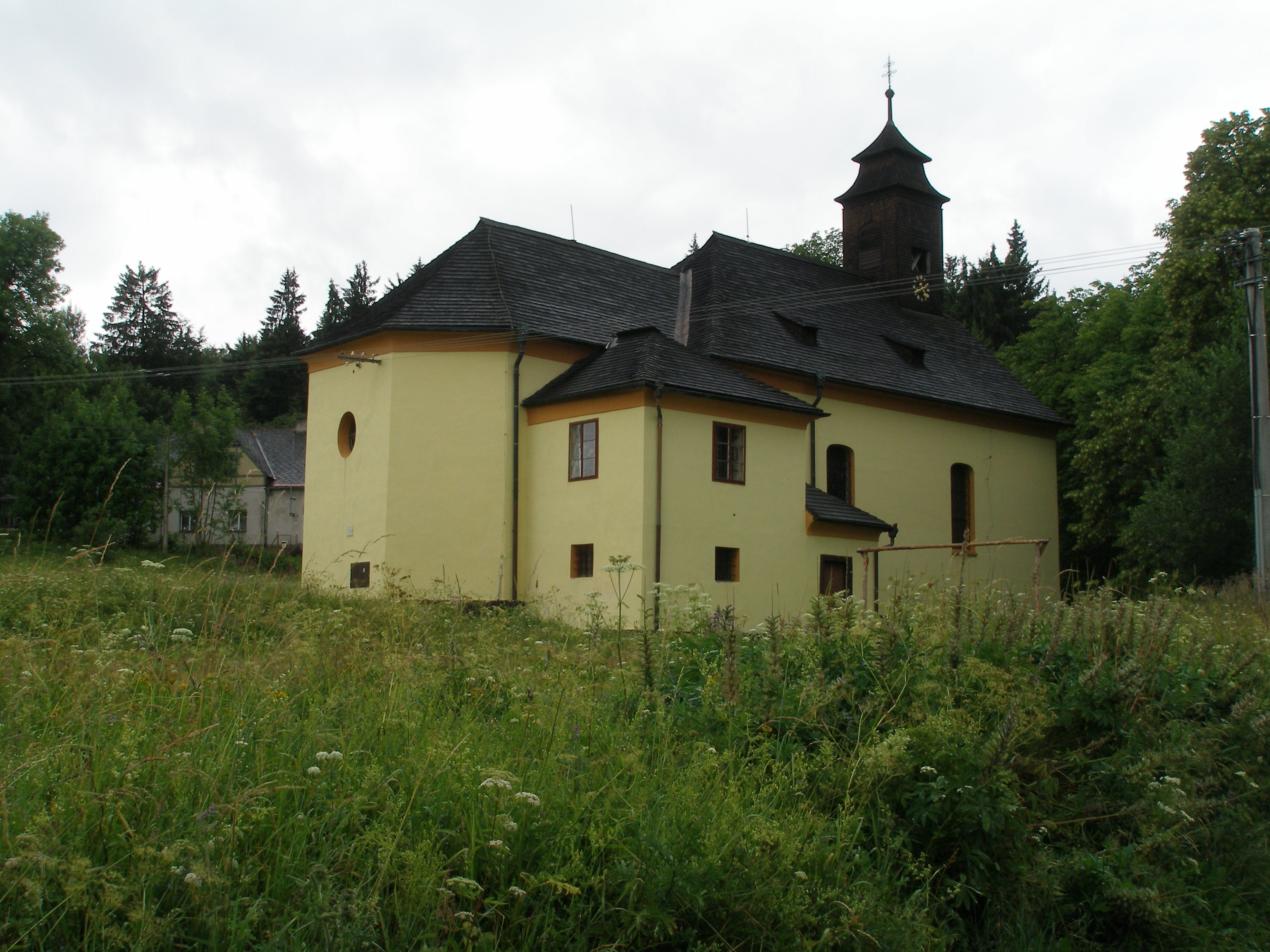
Kirche

- Barocke Namen-Jesu-Kirche in Křišťanov, erbaut 1798–1799, 1990 wieder geweiht
- Verwaltungsgebäude der Glashütte in Arnoštov